# Wolfgang Legler
Wolfgang Legler (* 1946) ist ein deutscher Fachdidaktiker.

## Leben
Nach dem Studium an den Universitäten Erlangen und Hamburg (Pädagogik, Philosophie, Kunstgeschichte) sowie an der Hochschule für bildende Künste Hamburg (Kunsterziehung), 1. und 2. Lehramtsprüfung (Schwerpunkt: Grundschule) war er teilzeitbeschäftigter Lehrer an einer Fachoberschule für Sozialpädagogik und Hochschulassistent in Hamburg, Dozent in der Erwachsenenbildung in Bonn. 1987 folgte er der Berufung auf eine Professur für Didaktik der Kunsterziehung an der Universität Gießen. Von 1992 bis 2010 lehrte er als Professor für Erziehungswissenschaft – Didaktik der ästhetischen Erziehung, Schwerpunkt: Bildende Kunst in der Primarstufe.

## Schriften (Auswahl)
- Kunst und Kognition. Hamburg 2005, ISBN 3-937816-11-9.
- Das Kind als Künstler. Die Anfänge der Kunsterziehungsbewegung in Hamburg. Ludwigsburg 2006, ISBN 3-924080-34-8.
- Kunstpädagogische Zusammenhänge. Schriften zur Fachdidaktik und zur ästhetischen Bildung. Oberhausen 2009, ISBN 978-3-89896-380-0.
- Einführung in die Geschichte des Zeichen- und Kunstunterrichts von der Renaissance bis zum Ende des 20. Jahrhunderts. Oberhausen 2011, ISBN 978-3-89896-454-8.